# Mount St. Margaret
De Mount St. Margaret is een 287 m hoge berg in Newfoundland en Labrador, de oostelijkste provincie van Canada. De berg maakt deel uit van de Long Range en bevindt zich nabij de kust in het noorden van het eiland Newfoundland.

## Topografie
De top van de berg ligt slechts 6,5 km van de zee verwijderd, meer bepaald van de gelijknamige St. Margaret Bay. De top is bereikbaar via de Mount St. Magaret Road, een niet-geasfalteerde weg die uiteindelijk leidt naar provinciale route 430. Deze weg is een zogenaamde forest resources road die vooral gebruikt wordt door de bosbouwsector. Sinds de jaren 1970 bevindt er zich op de top ook een zendmast van de CBC.
Samen met de zuidelijker gelegen Highlands of St. John vormt de berg een onderbreking van het kustlaagland tussen Hawke's Bay en het Dog Peninsula.

## Geologie
Het gesteente van de berg stamt uit het Cambrium is dus ongeveer 500 miljoen jaar oud. Aan de voet van Mount St. Margaret bevindt zich een verlaten steengroeve. Onderzoek van de schalie en de kalksteen in die groeve bracht heel wat fossielen aan het licht, onder meer van trilobieten en van het sporenfossiel Skolithos. In 2017 werden er twee voorheen onbekende soorten van schelpdieren gevonden, namelijk Kyrshabaktella diabola en Pustulobolus triangulus.